# 32730 Lamarr
32730 Lamarr eller 1951 RX är en asteroid i huvudbältet, som upptäcktes 4 september 1951 av den tyske astronomen Karl Wilhelm Reinmuth i Heidelberg. Den har fått sitt namn efter den österrikisk-amerikanska skådespelerskan och uppfinnaren, Hedy Lamarr.
Asteroiden har en diameter på ungefär 3 kilometer.